# 7666 Кеякі
7666 Кеякі (7666 Keyaki) — астероїд головного поясу, відкритий 4 листопада 1994 року.
Тіссеранів параметр щодо Юпітера — 3,325.